# 平和通 (札幌市)

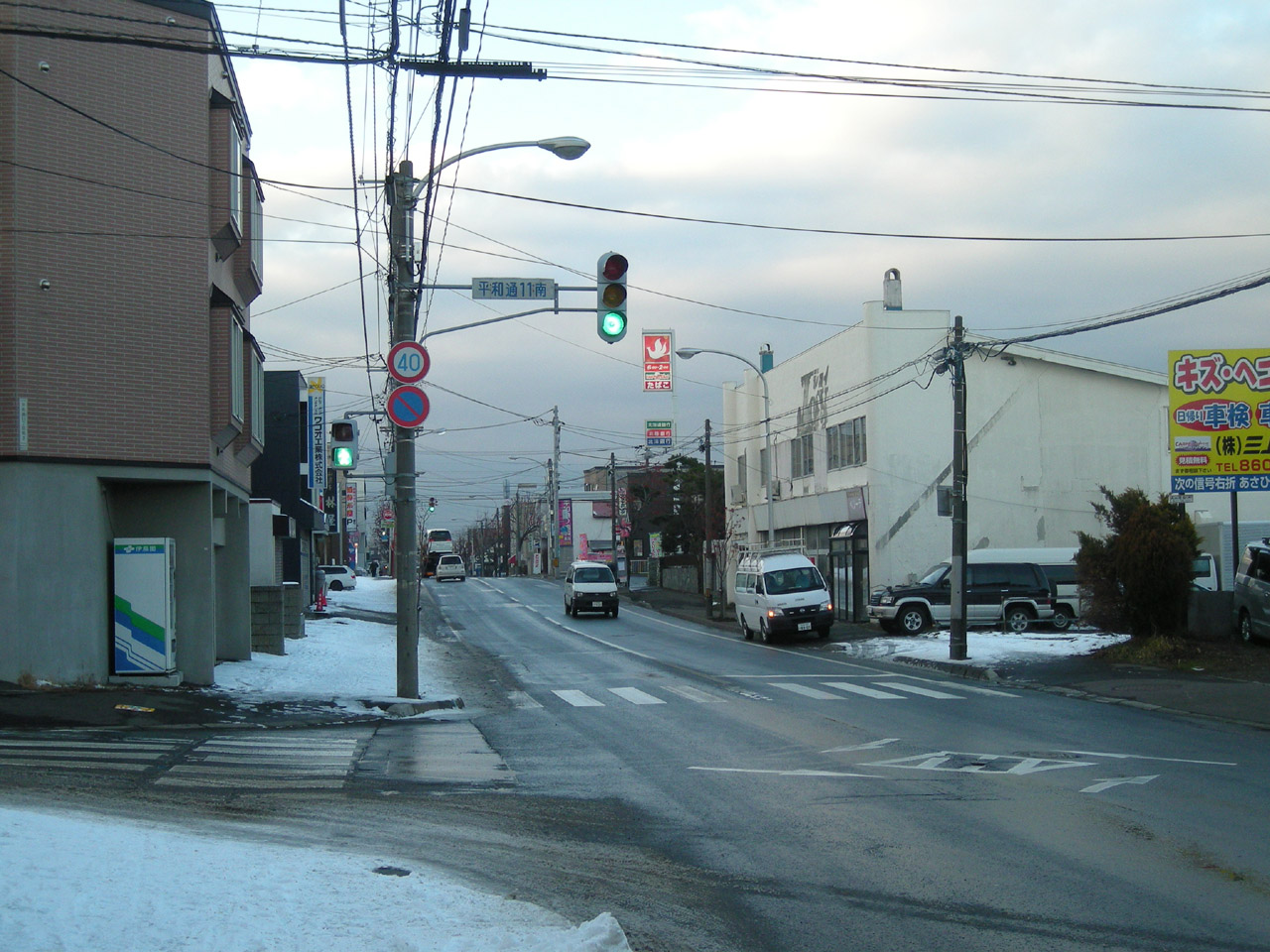
平和通12丁目付近

平和通（へいわどおり）は、北海道札幌市中央区から同市白石区、厚別区を経て北広島市に至る札幌圏都市計画道路である。また、この通りに接する札幌市白石区の地名でもある。

## 平和通 (都市計画道路)

### 概要
- 起点：札幌市中央区北3条東13丁目（JR苗穂駅前、北3条通、札幌江別通交点）
- 終点：北広島市虹ヶ丘8丁目（厚別東通交点）
- 延長：10.78km

- 国道・道道指定区間
  - 札幌市厚別区厚別南1丁目 - 終点：北海道道3号札幌夕張線
  - 札幌市厚別区厚別南4丁目 - 終点：国道274号（北海道道3号札幌夕張線重複）

### 地理
起点の苗穂駅前から500mほど線路に並行した後、右にカーブし国道275号と交差し平和大橋で豊平川を渡る。その後は平和通13丁目付近まで、国道12号の北側に300m余り離れて並行する。その先は沿線に工場や倉庫等が多くなり、国道274号（札幌新道）との交点から6車線の道路となり、先は札幌市内の一大物流拠点である流通センターの中心を抜ける。国道12号との交点から沿線にマンションやロードサイド店舗が多くなる。国道274号と重複してから厚別南7丁目付近までは側道も設けられた幅の広い通りとなる。JR千歳線をくぐり、北広島市に入るとすぐ終点となる。

### 主な接続道路
- 北3条通
- 札幌江別通（国道12号）
- 国道275号（北1条雁来通）
- 主要市道9901号旭山公園米里線（南7条米里通）
- 米里行啓通
- 北海道道89号札幌環状線（環状通）
- 北郷通
- 白石中の島通
- 水源池通
- 白石藻岩通
- 国道274号（札幌新道）
- 清田通
- 大谷地駅前通
- 山本通
- 北海道道3号札幌夕張線<合流>（南郷通）
- 厚別西通
- 国道274号（厚別滝野公園通）
- 北海道道1138号厚別平岡線（厚別中央通）
- 青葉平岡通
- 厚別東通

## 平和通 (町名)
札幌市白石区のJR函館本線以南の地域は、通りの名前を住居表示に用いられる地区であり、北から平和通、本通、本郷通、南郷通とそれぞれ称される。平和通地区はこれらの地区の北辺であり、東西3km超にわたり1丁目から17丁目まで区切られている。この地区は住宅地としての色合いが濃く、JR白石駅や平和駅の2つの旅客駅と札幌貨物ターミナル駅の1つの貨物駅を擁している。また貨物駅に近い東部は道央自動車道大谷地ICにも近いことから、工場や運送業者の輸送拠点が多くみられる。

### 住所
| 町丁                    | 郵便番号 |
| ----------------------- | -------- |
| 平和通1丁目北〜17丁目北 | 003-0029 |
| 平和通1丁目南〜17丁目南 | 003-0028 |

### 平和通に位置する施設
- JR白石駅
- 平和駅
- 大谷地インターチェンジ

- ビッグハウス白石店
- 横山製粉本社・工場
- 横山食品本社・工場
- 名士バス札幌営業所
- 西山製麺

- 札幌市立柏丘中学校
- 札幌市立本通小学校
- 白石本通墓地